# ستيف هيل
ستيف هيل (بالإنجليزية: Steve Hill)‏ (15 فبراير 1940 ببلاكبول في المملكة المتحدة - 27 نوفمبر 2010) هو لاعب كرة قدم بريطاني في مركز جناح ‏. لعب مع نادي بلاكبول ونادي ترانمير روفرز لكرة القدم وويغان أتلتيك.